# 4596 (1981 QB)
4596 (1981 QB) је Амор астероид чија средња удаљеност од Сунца износи 2,240 астрономских јединица (АЈ).
Апсолутна магнитуда астероида је 16,0.